# Laniarius ruficeps
Laniarius ruficeps là một loài chim trong họ Malaconotidae.